# Juansxer de Kakhètia
Juansxer de Kakhètia fou un príncep de Kakhètia del 786 al 807. Fou el darrer representant de la dinastia dels cosròides.
Era el fill petit d'Artxil de Kakhètia el Màrtir, i va regnar conjuntament amb el seu germà gran Joan de Kakhètia. La Crònica georgiana li atribueix un regnat de 69 anys (i al seu germà Joan de 68) però precisa tot seguit que Joan es va retirar a Ègrissi acompanyat de la seva mare i dues germanes i hauria mort ràpidament; durant aquest temps Juansxer va restar a Kakhètia amb les altres dues germanes. La més jove de les filles d'Artxil, Xuxan, va preferir enverinar-se que esdevenir l'esposa del kan dels khàzars, les tropes del qual en revenja van assolar el país. Tiflis fou presa pels khàzars vers 799/800 i Juansxer fou capturat.
Juansxer també va haver de fer front a la traïció de Lleó II d'Abkhàzia, la mare del qual era fill del kan dels khàzars, que es va proclamar independent a Abkhàzia i Ègrissi vers el 790. A Kakhètia mateix l'autoritat del príncep estava reduïda en bona part per la revolta de Grigol que usurpava la realitat del poder i que va prendre el títol de corbisbe el 787.
Fou també en el seu regnat que Adarnases I de Tao, de la família armènia dels bagràtides (Bagratuní), la filla del qual estava casada amb Juansxer, va desenvolupar la seva implantació a Geòrgia.
Juansxer es va casar vers 790 amb Latavr, filla d'Adarnases I de Tao Bagratuní (Bagrationi), fundador de la branca armènia dels bagràtides a Geòrgia. D'aquest enllaç no va tenir fills i a la mort de Juansxer el títol hereditari de príncep d'Ibèria (que en algun temps havien portat els reis de Kakhètia, vers 580-684) fou reconegut per l'Imperi Romà d'Orient al seu cunyat Asoci I d'Ibèria (813) 